# 水素デヒドロゲナーゼ
水素デヒドロゲナーゼ（hydrogen dehydrogenase）は、グリオキシル酸、ジカルボン酸、メタン代謝酵素の一つで、次の化学反応を触媒する酸化還元酵素である。
H2 + NAD+ {\displaystyle \rightleftharpoons } H+ + NADH
反応式の通り、この酵素の基質はH2とNAD+、生成物はH+とNADHである。補因子としてFAD、鉄、FMN、フラビン、ニッケルそして鉄硫黄を用いる。
組織名はhydrogen:NAD+ oxidoreductaseで、別名にH2:NAD+ oxidoreductase、NAD+-linked hydrogenase、bidirectional hydrogenase、hydrogenaseがある。